# Peroz I Kushanshah
Peroz I Kushanshah, (in battriano: Πιρωςο Κοϸανο ϸαηο, Piroso Koshano shaeo) (... – 275), è stato sovrano (kushanshah) del regno indo-sasanide dal 245 al 275.
Successore di Ardashir I Kushanshah, fu un sovrano energico che coniò monete a Balkh, Herat e nel Gandhara. Sotto di lui, gli indo-sasanidi espansero ulteriormente i loro domini a ovest, circoscrivendo l'indebolito impero Kusana a Mathura, nell'India settentrionale.
A Peroz I Kushanshah succedette Ormisda I Kushanshah nel 275.

## Nome
"Peroz" è un nome medio persiano, che significa "vittorioso". Peroz I Kushanshah fu in particolare il primo sovrano della dinastia dei Sasanidi a usare questo nome. Due secoli dopo, il nome sarebbe stato impiegato nuovamente dalla linea dell'impero sasanide con Peroz I (regnante dal 459 al 484).

## Biografia

Mappa del regno indo-sasanide

Con "indo-sasanidi" si fa riferimento in ambito storiografico a una dinastia di monarchi che soppiantò l'impero Kusana nella regione della Battriana e, volendo individuare un'area geografica più precisa, anche nel Kabulistan e nel Gandhara. Secondo lo storico Khodadad Rezakhani, la dinastia costituiva un ramo cadetto di quella sasanide, il cui capostipite era forse il figlio di uno degli antenati dei primi re dei re sasanidi. Fu Ardashir I Kushanshah (r. 230-245) che portò alla ribalta la famiglia poco dopo l'affermazione al potere del primo re dei re sasanide Ardashir I (r. 224-242). Gli indo-sasanidi, allo stesso modo dei Kusana, impiegarono il titolo di kushanshah ("Re Kushan"), sottolineando così un legame temporale con i loro predecessori. Peroz divenne kushanshah nel 245.

### Monetazione in stile sasanide
Come il suo predecessore Ardashir I Kushanshah, Peroz è chiamato il "Grande re Kushan" e "sua maestà mazdeista" sulle sue monete. Su alcune delle più rare copie numismatiche di Peroz, nello specifico quelle stampate dalla zecca di Herat (HLYDY), l'iscrizione sul dritto recita mzdztn bgy pylwcy rb' kwš'n mdw' in pahlavi, "sua maestà mazdeista Peroz il grande Kushan Shah". Sulla parte posteriore, vi è l'effigie di Peroz vista in piedi a sinistra mentre si trova di fronte ad Anahita che si alza dal trono. Peroz tiene la corona dell'investitura sopra un altare e alza la mano sinistra come gesto di buon auspicio. Anahita tiene inoltre in mano una corona di investitura e uno scettro.

### Monetazione in stile kusana

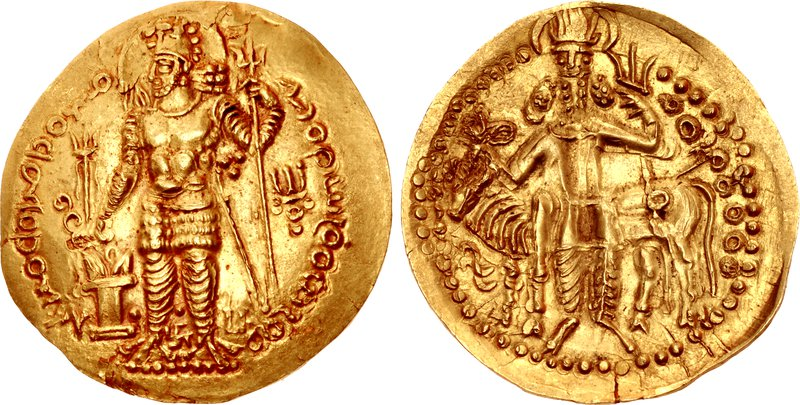
Moneta di Peroz I Kushanshah che emula lo stile kusana coniata a Balkh.
Sulla parte anteriore: Un re con un'armatura compie un'offerta su un altare. Si scorgono il simbolo del Nandipada, una svastica tra le gambe, la lettera in Brahmi ^{} (Pi) a destra. La formula in battriano recita "Peroz il grande re Kushan"
Sulla parte posteriore: Il dio Kushan Oesho e un'iscrizione in battriano che recita: "Il dio eccelso"

Il regno di Peroz segnò un cambiamento nella monetazione indo-sasanide, che finì per assomigliare molto ai denari emessi dagli imperatori Kusana. Peroz fu il primo sovrano kushano-sasanide a emettere monete sul modello Kusana. Le monete d'oro del sovrano tendono ad essere scifate ed emulano lo stile del sovrano Kusana Vasudeva I. Quanto scoperto dagli archeologi era stato coniato perlopiù a Balkh, in Battriana, o a nord dell'Hindu-Kush.
L'impatto visivo di questo nuovo tipo di moneta era quasi identico a quello dei Kusana, anche se con delle piccole e mirate modifiche. La parte anteriore delle monete di Peroz lo ritrae in piedi con l'armatura Kusana mentre compie un'offerta a un altare, tenendo al contempo una lancia nella mano destra (tuttavia, lo stile dell'armatura è riconducibile a quello sasanide per Rezakhani). Sulla moneta sono inclusi diversi simboli: un tridente sopra l'altare, quello che viene spesso descritto come un simbolo del Nandipada dietro il re e una svastica tra le gambe. Si nota inoltre una lettera in Brahmi (, Pi) sul fondo e vicino al suolo. Il dritto reca una formula in battriano tutt'intorno che parte da un alto a destra: Πιρωςο οοςορκο Κοϸανο ϸαηο "Peroz il grande re Kushan". Come il suo predecessore Ardashir I Kushanshah, anche Peroz si definiva il "Grande Re Kushan".
Il rovescio ha una rappresentazione in stile Kusana del dio Oesho (in battriano Οηϸο sulle corrispondenti monete kusane), i cui attributi ricalcano quelli del dio indiano Siva, essendo posizionato in piedi di fronte al toro Nandi e con in mano un tridente e un diadema. Questa nuova divinità rimpiazzò le precedenti raffigurazioni delle zoroastriane Mithra o Anahita sulle monete indo-sasanidi. Sui denari in stile kusana di Peroz, sebbene la rappresentazione della divinità sia simile a quella di stampo kusana, l'iscrizione non è più il termine Oesho ("Οηϸο"), ma viene sostituito dal battriano οορςοανδο ιαςοδο o BΟPZAΟANΔΟ IAZAΔΟ "Il dio eccelso".
Oltre a coniare monete in Battriana, Peroz preservò delle zecche aperte pure nel Gandhara e Bagram, oltre che molto probabilmente a Peshawar. Fu in questo periodo che gli indo-sasanidi iniziarono a scacciare i Kusana dal Gandhara, spingendoli a Mathura, nell'India settentrionale, dove il loro potere fu ridotto da quello di re a principi dal peso locale. Peroz risultò il primo sovrano indo-sasanide a emettere monete a sud dell'Hindu-Kush, oltre ad aver compiuto diversi attacchi ai danni del sovrano Kanishka II.

## L'iscrizione di Ka'ba-ye Zartosht

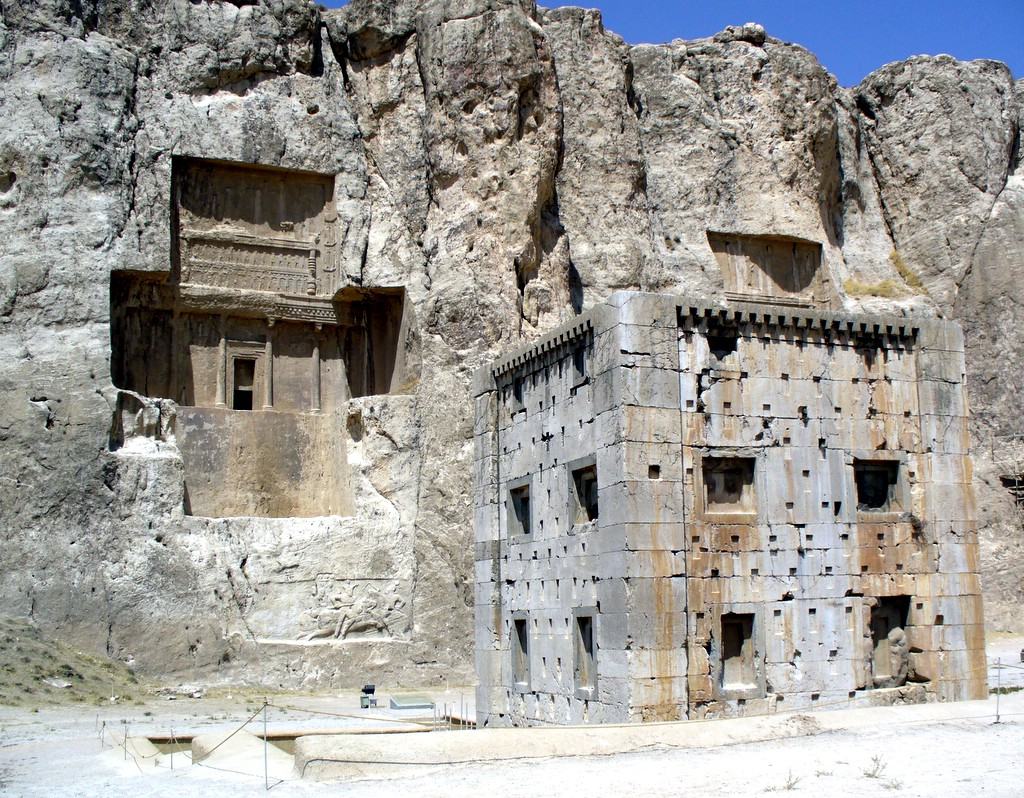
Ka'ba-ye Zartosht, dove è incisa l'iscrizione di Sapore I

Fu durante il mandato di Peroz, nel 262 circa, che il re dei re sasanidi Sapore I (r. 240-270) incise l'iscrizione di Ka'ba-ye Zartosht. Nelle cosiddette Res gestae divi Saporis, Sapore I si proclama a capo di diverse regioni geografiche, incluse quelle in mano agli indo-sasanidi:
Tuttavia, secondo Rezakhani, è improbabile che gli indo-sasanidi stessero agendo in veste di governatori sasanidi, considerata la loro forza; la loro esistenza «potrebbe riflettere una precoce continuazione sasanide dell'impostazione imperiale di stampo arsacide, con un ramo cadetto alleato, ma autonomo, della casa reale sasanide». Secondo lo storico Richard Payne, «il "sottoregno" indo-sasanide governava da Balkh per conto dei monarchi sasanidi». Nel 275, a Peroz succedette Ormisda I Kushanshah, un figlio del re dei re Bahram I (r. 271-274).

### Esplicative
1. ↑  Una formula simile si rintraccia su una moneta di Ardashir I Kushanshah con mzdysn bgy arthštr RBA kwšan MLK "Sua maestà adoratrice di Mazda Ardashir il Grande Kushan Shah": Rezakhani (2017), p. 134.
2. ↑  È stato anche trascritto come Mazdesn bage Pérôze vazurg Kūsán Šáh (sua maestà adoratrice di Mazda Péróz il Grande Kushān Shah): Sastri (1957), p. 246.
3. ↑  Per il testo integrale, si veda Res gestae divi Saporis.

### Bibliografiche
1. ↑  Cribb (2010), p. 98.
2. 1 2  Rezakhani (2017), p. 78.
3. 1 2 3  Rezakhani (2017), p. 72.
4. ↑  Rezakhani (2017), pp. 72-74, 77.
5. ↑  Wiesehöfer (1986), pp. 371-376.
6. ↑  Rezakhani (2017), pp. 77-78.
7. 1 2 3  de La Vaissière (2016).
8. 1 2 3 4 5 6 7 8 9  Rezakhani (2017), p. 80.
9. ↑  Rypka e Jahn (1968), p. 33.
10. 1 2 3 4 5 6 7 8 9 10 11  Cribb et al. (2018), p. 98.
11. 1 2  Rezakhani (2017), p. 81.
12. ↑  Daryaee e Rezakhani (2017), p. 204.
13. ↑  Cribb et al. (2018), pp. 20-21.
14. ↑  Rapp (2014), p. 28.
15. ↑  Daryaee e Rezakhani (2017), p. 203.
16. ↑  Rezakhani (2017), p. 73.
17. ↑  Payne (2016), p. 6.
18. ↑  Rezakhani (2017), pp. 81-82.